# Hans Sennholz
Hans F. Sennholz (ur. 3 lutego 1922 w Bergkamen w Niemczech, zm. 23 czerwca 2007 w Grove City, Pensylwania) – niemiecki ekonomista zaliczany do grona znaczących przedstawicieli austriackiej szkoły nauk ekonomicznych obok swego mentora Ludwiga von Misesa oraz noblisty Friedricha von Hayeka.
Studiował w Niemczech oraz w USA na uniwersytecie New York University u Ludwiga von Misesa. W roku 1956 został profesorem ekonomii w Grove City College (Pensylwania, USA), gdzie działał do roku 1992. W tym czasie przyjął stanowisko prezesa fundacji Foundation for Economic Education w Irvington on Hudson NY, które zajmował do roku 1997.

## Młodość i kariera naukowa
Hans F. Sennholz urodził się 3 lutego 1922 w miejscowości Bergkamen w Nadrenii Północnej-Westfalii. Jego młodość naznaczona była przez Wielki Kryzys oraz narodziny narodowego socjalizmu. W czasie II wojny światowej stracił całą rodzinę: matka zginęła podczas alianckiego nalotu, ojciec był ofiarą katastrofy górniczej, a jedyny brat, żołnierz Wehrmachtu, zaginął w Rosji w czasie ataku Niemiec na ZSRR.
Hans Sennholz służył w Luftwaffe jako pilot myśliwca. Wykonywał misje we Francji, Rosji i Afryce Północnej. W czasie lotu nad Egiptem został zestrzelony przez nowozelandzkie działo obrony powietrznej. Jako jeniec wojenny został przetransportowany do Republiki Południowej Afryki, skąd trafił do Nowej Zelandii, a potem do Stanów Zjednoczonych. Resztę wojny spędził w obozach jenieckich w Nowym Meksyku, Teksasie, Oklahomie, Kansas i Arkansas. Podczas pobytu w amerykańskiej niewoli Sennholz otrzymał wsparcie od krewnych, którzy wyemigrowali do Stanów Zjednoczonych w latach dwudziestych. Dzięki ich pomocy mógł ukończyć studia korespondencyjne na Uniwersytecie Teksasu w Austin.
Po wyjściu na wolność Sennholz wrócił do Niemiec. W roku 1948 uzyskał stopień licencjata ekonomii na Uniwersytecie w Marburgu, a rok później – tytuł magistra na Uniwersytecie w Kolonii. Naukę kontynuował w Stanach Zjednoczonych. Na Uniwersytecie Nowojorskim, gdzie studiował pod okiem Ludwiga von Misesa, uzyskał stopień doktorski.
Początkowo wykładał na Iona College w New Rochelle. W 1956 został profesorem ekonomii na Grove City College w Pensylwanii. Z uniwersytetem tym był związany aż do momentu objęcia funkcji prezydenta Foundation for Economic Education w roku 1992. W 1997 przeszedł na emeryturę. Zmarł 23 czerwca 2007 w Groove City.

## Znaczenie
Zdaniem Josepha Salerno Hans F. Sennholz był jednym z najbardziej niedocenianych przedstawicieli austriackiej szkoły ekonomii. Powodem tego był fakt, iż:
pisze tak jasno i porusza tak wiele tematów, że grozi mu ten sam los, co Sayowi i Bastiatowi. Jak wskazał Joseph Schumpeter, styl pisania tych dwóch wybitnych francuskich ekonomistów, będących jednocześnie mistrzami słowa, był tak klarowny, że ich prace były krzywdząco oceniane przez ustępujących im Brytyjczyków i określane mianem ‘płytkich’ i ‘powierzchownych’.
Sennholz był jednym z nielicznych ekonomistów, którzy w latach 50. i 60. sprzeciwiali się dominacji keynesowskiej makroekonomii oraz monetaryzmu szkoły chicagowskiej. Do końca życia pozostał obrońcą wolnego rynku. Wiele swoich prac, w których krytykował światowy system gospodarczy, poświęcił zagadnieniom inflacji oraz cyklu koniunkturalnego. Prace Sennholza miały wpływ na Ronalda Reagana, który korzystał z nich do przygotowywania własnych przemówień i artykułów. Również Ron Paul bardzo cenił prace Sennholza, a spotkanie z autorem uważa za jedną z przyczyn zainteresowania się ekonomią.

## Wyróżnienia
Hans F. Sennholz otrzymał honorowy tytuł doktora praw od Culver-Stockton College w Canton oraz Grove City College w Grove City. Był także doktorem honoris causa Uniwersytetu Francisco Marroquina w Gwatemali oraz laureatem Nagrody im. Gary’ego G. Schlarbauma, przyznawanej przez Instytut Ludwiga von Misesa za zasługi w dziedzinie obrony wolności. Na 70. urodziny Sennholza 36 autorów przygotowało eseje, które wspólnie wydano w książce A Man of Principles: Essays in Honor of Hans F. Sennholz.

## Publikacje
- Divided Europe, 1955
- The Great Depression, 1969
- Inflation or Gold Standard, 1973
- Gold is Money, 1975
- Death and Taxes, 1976
- Problemaseconómicas de actualidad, 1977
- Age of Inflation, 1977
- Money and Freedom, 1985
- The Politics of Unemployment, 1987
- Debts and Deficits, 1987
- The Great Depression: Will We Repeat It?, 1988
- The Savings and Loan Bailout, 1989
- Three EconomicCommandments, 1990
- The First Eighty Years of Grove City College, 1993
- Reflection and Rememberance, 1997
- Sowing The Wind: Essays And Articles On Popular Economic Policies That Make Matters Worse, 2004

## Artykuły
- What We Can Know About the World, The Freeman, 1970
- Omnipotent Government, The Freeman, 1970
- The Great Depression, The Freeman, October 1969